# Delosperma guthriei
Delosperma guthriei är en isörtsväxtart som beskrevs av Lavis. Delosperma guthriei ingår i släktet Delosperma, och familjen isörtsväxter. Inga underarter finns listade i Catalogue of Life.